# Frida (2021)
Frida ist ein deutscher Kurzfilm unter der Regie von Aleksandra Odić aus dem Jahr 2021. Die Uraufführung war im Juli 2021 bei den Internationalen Filmfestspielen von Cannes. Seine deutsche Erstaufführung feiert der Film am 21. Januar 2022 auf dem Filmfestival Max Ophüls Preis 2022 in Saarbrücken.

## Handlung
Zwischen einer jungen Krankenschwester und ihrer gleichaltrigen, todkranken Patientin Frida entwickelt sich im Kontrast zu einer nüchternen, distanzierten Klinikwelt eine von gegenseitiger Zuwendung geprägte Beziehung. Beide haben anfangs häufig Blickkontakt und sprechen während der Versorgung im Krankenzimmer kurze Sätze miteinander. Anfangs kann Frida noch im Park spazieren gehen, und die nach Dienstschluss dort zufällig vorbeikommende Krankenschwester hält spontan an, um ein paar Worte mit ihr zu wechseln. Nach einer Woche Urlaub versorgt die Krankenschwester Frida nachts, während diese einen Film anschaut; nun ist Fridas Blick vom Bildschirm gefangen, das Gespräch auf den Film bezogen. Als die Patientin später fast eingeschlafen ist, schaltet die Krankenschwester den Fernseher mit Fridas Einverständnis ab.
Die Krankenschwester sieht in einem Traum Frida neben sich liegen, die beiden Frauen blicken sich an. In der Realität verschlechtert sich Fridas Zustand. Einmal stürzt sie beim Gehen mit dem Infusionsgestell, bald sitzt sie im Rollstuhl. Der Kontakt zwischen den beiden Frauen wird einsilbiger, doch immer wieder gibt es Blickkontakt und gemeinsame beziehungsstiftende Erlebnisse: Vom Dach aus sehen die jungen Frauen auf die Stadt; als Frida in der Badewanne lange unter Wasser bleibt, macht die Krankenschwester sich grundlos Sorgen um sie. In einer Parallelszene während ihres Urlaubs taucht nun die Krankenschwester in einem Gewässer unter.
Als die Krankenschwester nach einer Woche zurück in die Klinik kommt, sind Fridas Eltern häufige stumme Besucher ihrer nunmehr apathischen Tochter, die die Augen geschlossen hat und am Monitor hängt. Die Krankenschwester legt einmal ihre Hand auf Fridas Arm, doch die hereinkommenden Eltern lassen sie zurückzucken. Als die junge Frau wenig später stirbt, befreit ihre Pflegerin sie von den Schläuchen und sieht ihr lange und intensiv ins Gesicht.
Zwischen Abstand und Annäherung, Zuneigung und Leid bewegt sich Frida in stilisierten Bildern, setzt kaum auf Worte, sondern auf kleine Gesten und verzichtet auf die gängigen Mittel zur Weckung von Sympathie oder Mitgefühl beim Publikum.

## Produktion

### Filmstab
Regie führte Aleksandra Odić, von der auch das Drehbuch stammt. Sie äußerte, „die Situation großer Nähe vor dem Hintergrund des nahenden Todes“ habe sie bewegt und der Tod einer Altersgenossin spiegle ihre eigene Sterblichkeit.
Die Kameraführung lag in den Händen von Albrecht von Grünhagen, die Musik komponierte  und Editorin war Andrea Schönherr.
In wichtigen Rollen sind Vicky Krieps (Krankenschwester), Aenne Schwarz (Frida), Geno Lechner (Mutter) und Horst Günter Marx (Vater)  zu sehen.

### Produktionsunternehmen und Förderungen
Produziert wurde der Film von Stanislav Danylyshyn.

### Dreharbeiten und Veröffentlichung
Die Uraufführung war im Juli 2021 in Cannes, wo Frida in der Reihe Cinéfondation lief. Seine deutsche Erstaufführung feiert der Film am 21. Januar 2022 auf dem Filmfestival Max Ophüls Preis 2022 in Saarbrücken.

## Auszeichnungen und Nominierungen
- 2021: Deutsche Film- und Medienbewertung (FBW): Prädikat besonders wertvoll[5]
- 2021: Internationale Filmfestspiele von Cannes 2021: Queer Palm Short Award für Frida und Lights on Women Award (gestiftet von L’Oréal Paris) für die Regisseurin für ihr Werk[6]
- 2021: Max Ophüls Preis: Bester Kurzfilm (Dotierung: 5000 EURO) (nominiert)[4]
- 2021: Max Ophüls Preis: Publikumspreis Bester Kurzfilm (Dotierung: 5000 Euro) (nominiert)[4]